# Парад-Алле
Парад-Алле — потрійний альбом групи «Ляпис Трубецкой», випущений 27 березня 2009 року. Презентація альбому відбувалася в клубі «Ikra».

## Опис
Дане видання є першою DVD-збіркою клипів в історії гурту. До цього у «Ляписів» був лише один подібний відеореліз — фільм «Всем девчонкам нравится», в який входили всі кліпи гурту, зняті до 2000 року, а також інтерв'ю та концертні виступи. 
«Парад-Алле» також прийнято вважати "подарунковим" виданням альбому «Manifest», хоч в потрійний бокс-сет окрім CD «Manifest» та DVD «Парад-Алле» також входить перевидання диску «Капитал».
На диску з альбомом «Капитал» можна почути дві бонусні композиції, які не були виданими раніше: переробка композиції «Капитал», представлена Noize MC та ремікс Ігоря Вдовіна (колишній фронтмен групи «Ленинград»).
На диску з альбомом «Manifest» теж дві бонусні композиції, які не були виданими раніше: «Чёрно-белый день» (рімейк композиції, записаної в лютому 2008 року під час ролоти над «Маніфестом»; існує також версія 2004 року, видана на диску «Мужчины не плачут») та «Государство» (рімейк кавер-версії на композицію Єгора Лєтова, записаний в період роботи над «Маніфестом»; існує також версія 2001 року, яку було записано для триб'юту гурту «Гражданская оборона»).
Кліпи для DVD «Парад-Алле» були відібрані особисто Сергієм Міхалком, саме цим пояснюється відсутність таких відомих на комерційно успіхниш робіт гурту як «Яблони», «Голуби», «Сочи». Зате на диску присутній невиданий кліп «Некрасавица» (підпільна інтернет-прем'єра клипу відбулася лише у 2007 році, тоді як його було відзнято в кінці 2001-го), невидані раніше кліпи «Belarus Freedom» та «Манифест» (версія кліпу з "чортами", який відразу після монтажу було покладено на полицю ).

## Список композицій
| 1. Золотая антилопа 2. Капитал 3. Гойко Митич 4. Керчь-2 5. Котик 6. Андрюша 7. Рамонкі 8. Собаки 9. Огоньки 10. Товарищ 11. Харэ Бонус-треки 1. Капитал (Noize MC Rmx) 2. Капитал (1915 Igor Vdovin Mix) | 1. Манифест 2. Рок-пупсы 3. Галактика 4. Жлоб 5. 12 обезьян 6. I wana be your boyfriend 7. Крэкс, пэкс, фэкс 8. Belarus freedom 9. Клип 10. Зорачкі 11. Трубецкой 12. Рыбка золотая Бонус-треки 1. Чёрно-белый день 2. Государство | 1. Ау 2. Розочка 3. НЛО 4. Некрасавица 5. Гоп-хип-хоп 6. Ласточки 7. Золотые яйцы 8. Андрюша 9. Харэ 10. Капитал 11. Золотая антилопа 12. Керчь-2 13. Жлоб 14. Манифест (live) 15. Огоньки 16. Belarus freedom 17. Манифест Бонус-трек 1. Ты кинула (концерт в TeleClub’е, м. Єкатеринбург) |

## Учасники

### Ляпіс Трубецкой
- Сергій Міхалок — вокал
- Павло Булатніков — вокал, бубон
- Руслан Владико — гітара
- Павло Кузюкович — труба
- Олександр Сторожук — ударні, перкусія
- Денис Стурченко — бас-гітара
- Іван Галушко — тромбон

### Також працювали
- Дмитро Свиридович — бас-гітара (CD «Капитал» — 4, 5, 6, 8, 10, 11 композиції; DVD «Парад-Алле» — 1, 2, 3, 5, 9, 12 композиції)
- Олексій Любавін — ударні (DVD «Парад-Алле» — 1, 2, 3, 4, 5 композиції)
- Єгор Дриндін — труба (DVD «Парад-Алле» — 2, 3, 4, 5, 6, 7 композиції)
- Олексій Зайцев — бас-гітара (DVD «Парад-Алле» — 4, 6 композиції)
- Володимир Єлкин — бас-гітара (DVD «Парад-Алле» — 7, 8 композиції)